# Санитетске установе у Нишу 1914—1915.
Санитетске установе у Нишу 1914—1915. године приказ је стања у цивилном и војном санитету на почетку Великог рата, у варошици која је пре почетка ратних дејстава имала 20.000 становника, једну војну и једну грађанску болницу и неразвијену инфраструктуру. Са почетком рата такорећи у неколико месеци Ниш је нарастао на 100.000 (147.000) становника.
У таквим условима хигијенско епидемиолошка ситација у граду постала је несигурна (за грађане неподношљива), за здравствени систем критична, за војни санитет велики организациони проблем, због оскудице у здравственим установама, санитетским кадровима (свих профила), санитетском материјалу и апаратима, болничким постељама, а нешто касније и због великог прилива рањеника и болесника и најезде вашију из Мачве, Посавине и других северозападних делова Краљевине Србије.
Крајем 1914. и почетком 1915. Србију је захватила епидемија пегавог тифуса, у којој је према процени
у Краљевини Србији оболело око 400.000 људи, а да је трећина њих умрла. Најтеже је била погођена западна Србија. У таквим условима извршена је прераслодела рањеника и болесника па је Ниш убрзо постао највећа епидемиолошка болница у Србији. Апел српске владе за помоћ у санитетском материјалу и медицинском особљу наишао је на одзив савезничких земаља, тако да су у Ниш и остале делове Србије послате бројне медицинске мисије, које су омогућиле у овом граду оснивање десетак резервних болница и амбуланти.
Епидемија је заустављена тек у касно пролеће 1915. Радећи на сузбијању епидемије, оболела је и умрла готово трећина Нишких лекара, медицинара, медицинских помоћника и болничара, о чему говори спомен обележје у виду камене пирамиде у Војној болници Ниш.

## Хигијенско епидемиолошка ситуација у Нишу на почетку Великог рата
Град Ниш, простирао се на око 410 ha165 од данашње железничке станице на западу до данашњег Трга патријарха Павла, са источне стране и од данашње аутобуске станице, са северне стране до пруге Ниш-Софија, са јужне. Изван овог појаса, на потезу од 600 метара, у једном низу, са десне стране Пиротске улице, налазиле су се Војна болница, Пастеров завод и Грађанска болница.
Хигијенско епидемиолошка ситуација у Нишу на почетку Великог рата није била повољна, осим у погледу снабдевања свежом храном. Болнички капацитети, иако савремени, за то доба, били су недовољни, за ратне услове. Општи ниво здравља и хигијенске просвећености Нишлија био је низак. У комуналном погледу крад је био неуређен (водоснабдевање, канализација, улице, јавна чистоћа).
Градске улице, које су грађене према Винтеровом регулационом плану из 1878. године и Андоновићевом плана регулације из 1907. године делом су биле прекривене калдрмом а делом без застора, тако да се током кишних дана, Ниш претварао у велику каљугу, прекривену блатом и барама.
Снабдевање Ниша водом и канализација није било решено на адекватан начин. Становници су се, највећим делом, водом снабдевали из 1.711 бунара, од којих је према анализи Пастеровог завода у Нишу, 872 било загађено, јер су на истој дубини од око 3 метра плитки бунари били и на истој дубини са нужницима.
Коњичка касарна се снабдевала водом са извора Рибник, одакле је вода долазила и на чесму у Београд-мали. Артиљеријска касарна је добијала воду са Пантелеја. Са каптаже на Кованлуку вода је спровођена кроз чунке од печене земље, који су често пробијани. На изворишта су долазиле и сакаџије, које су разносиле воду по граду. Оваква ситуација са водом изазивала је врло честе епидемије трбушног тифуса и других болести. Мих. Т. Палигорић, Економско-културна историја Ниша, Први део: Ниш до светског рата, Гутенберг, Ниш 1937. године. стр. 39
Канализација није постојала већ су кроз град ишли отворени канали, који су нечистоћу одводили у Нишаву. Градске улице су делом биле прекривене калдрмом а део није имао никакав застор. Током кишних дана, блато и баре су прекривале град.
Све наведно уз десетоструки пораст становништва, још више је погодовало развој заразних болести у Нишу у наступајућим ратним условима.

### Први знаци епидемије и масован прилив рањеника у Ниш
Зараћену Србију је у зиму 1914. и пролеће 1915. није захватила само епидемија рањеника, већ и заразних болести, пре свега тифуса, великих размера која није бирала жртве како међу цивилнима тако и међу војском.
Повољан географски положај Ниша у односу на линију фронта и добра повезаност железничком пругом омогућавала је брзу и ефикасну евакуацију рањеника и болесника, са фронта на саверозападу Србије. Како би се створили повољни услови за евакуацију прихват и упућивање на лечење рањеника и болесника, који су од октобра 1914. године, до октобра 1915. (скоро свакодневно превожени до Ниша), железничка радионица у Нишу оспособила је већи број вагона повезаних у пет санитетских возова, а у граду су увећани болнички капацитети и формирана прихватилишта у близини железничке станице.
Масовна појава заразних болести на почетку рата довела је до тога да ће Србија упркос сјајним победама на бојном пољу постати – земља смрти, а њена „ратна престоница Ниш“ а болница у њој највеће епидемиолошке заразна болница у Србији.
Ниш је у том периоду стравично изгледао, како каже један од очевидаца;
...„у граду је „царовала смрт“, блатњавим и излоканим улицама пролазила су запрежна кола натоварена болесницима, а још чешће грубо израђеним сандуцима“...
Сви напори наших и страних лекара и медицинског особља, нису могли да спрече масовно умирање у Нишу: 
...„И мртви се не сарањују већ неколико дана, јер је настала пометња међу онима што праве мртвачке сандуке, што односе на гробље, што копају раке и сарањују“...

Констатовала је у својим забелешкама супруга бившег руског амбасадор госпођа Хартвиг која је као испомоћ довела једну медицинску екипу Црвеног крста из Русије: која је у Нишу формирала хируршку са 350 и епидемиолошку болницу са 120 кревета.
„На прелазу из 1914. у 1915. годину стање у Нишким болницама било је у потпуности хаотично. Од 14. јула 1914. до 1. априла 1915. у Војној болници променила су се петорица управника. Двојица су била заражена пегавцем, а један је умро. Зараза је косила особље болнице: од 35 болесних лекара, њих 13 је заражено пегавим тифусом, а тројица су умрла. Тројица лекарских помоћника су оболела, један је умро. Од 11 медицинара, њих десеторица су оболела. Од 18 апотекара и апотекарских помоћника, смрт је однела једног. Болничари су десетковани. У једном тренутку половина их је била болесна (382 од 625), а 41 је умрло.
Пастеров завод у Нишу је у то време успевао да произведе 2.000 доза анималне лимфе дневно, што за вакцинисање војника и цивила није било довољно, тако да је било неопходно увозити вакцине из иностранства.“
Масовна умирања не само болесника већ и медицинског особља, захтевала су испомоћ у кадру, те на апеле управника у испомоћ је болници додељено неколико међународних санитетских екипа и 168 ратних заробљеника.
У Нишу је шест месеци владала незапамћена епидемија, са високим процентом смртности, а у Моравској војној болници се у 1914. поред рањеника лечило преко 3.000 људи од пегавог тифуса.
Дневно је умирало и до 36 болесника. Према сачуваној евиденцији, у Моравској сталној војној болници, епидемија тифуса у Нишу добила је широке размере од новембра 1914 (у новембру су умрла 253 лица a децембру 297).
После битака на Церу и Колубари од око 70.00 ратних заробљеника, колико их је било у Србији више од 20.000 аустроугарских војника (од којих је било 10.000 словена), током децембра 1914. године депортовано је у Ниш.
Због скромних смештајним могућности у пренатрпаном Нишу у којем су због наглог пораста броја становника почетком Првог светског рата сви објекти били попуњени, заробљени официри смештени су у једну од најбољих зграда у Нишу, у сасвим нову Пешадијску касарну.
Већи део друге ратне године карактерисало је релативно затишје у Нишу и Србији, у првих девет месеци. „Затишје“ је српској војсци и напаћеном народу у Нишу пружило прилику да се одмори, а новопридошли из Ниша врате својим кућама из збегова, залече ране војника, ожале погинуле и умрле а српска влада и војска консолидује своје редова а нишке власти поправе стање у граду.
Међутим овај период био је и изузетно тежак за нишки војни и цивилни санитет, и грађане, јер није значио престанак смрти у Нишу. У граду је настао период „ратовања” са епидемијама заразних болести, трбушног, повратног и пегавог тифуса и дизентерије, са којима се требало борити све до краја рата.
Масовна појава заразних болести широм Србије и евакуација, рањеника и болесника са северозапада Србије у Ниш, без претходне тријаже и адекватне санитарне обраде, заражених болесника, без спровођења основних хигијенско-епидемиолошких мера, додатно је допринела „експлозивном“ ширењу, повратног и пегавог тифуса, преко заражене беле ваши тела.
И првих шест месеци 1915. у Нишу је владала незапамћена епидемија, са високим процентом смртности. Дневно је умирало и до неколико десетина болесника. Према сачуваној евиденцији, у Моравској сталној војној болници, од тифуса је умрло; у јануару 380, фебруару 495, марту 393, у априлу 231, да би се надаље број умрлих лагано смањивао.
А у болници према извештају једне од чланица санитетске мисије Шкотских жена на пропутовању кроз Ниш, језиво стање:
Болесни и рањени лежали су у гомили заједно - људи којима је тек ампутирана нога или рука, са људима болесним од трбушног тифуса, дизентерије или промрзлина; умирући са онима већ умрлим. Многи од њих лежали су са ранама непревијени по недељу дана и више, а најмања рана занемарена често је стајала човека уда и понекад живота. У таквим условима многи су умрли само због запостављености. Неколицина доктора и медицинских сестара били су затрпани послом, радећи дан и ноћ без средстава за рад и медицинског материјала. Један хирург рекао нам је да је радио неколико дана без хлороформа и чак су веће операције извођене без употребе анестетика. Најгора од свега била је немогућност проветравања ових страшних одељења.

## Организација и рад здравствених установа у Нишу
Моравска стална војна болница (познатија као болница код „Ћеле-куле“, на месту данашње Војне болнице Ниш) била је у организационом погледу, заједно са командом Моравске дивизије, Градском болницом и Црвеним крстом координатор свих активности здравствене заштите у граду на почетку Великог рата.
| Назив болнице                 | Опис стања |
| ----------------------------- | --- |
| Моравска стална војна болница | - На почетку рата болница је имала 159 постеља. - Капацитети војне болнице су убрзо двадесетоструко увећани јер је болница с краја 1914. и почетаком 1915. постала највећа епидемијска болница српске војске. - У 26 зиданим објекта и баракама у кругу болнице у то време прихаваћено је и смештено око 3.000 оболелих. - Средином фебруара 1915, у време када је епидемија у Србији достигла врхунац, у болници је дневно умирало и до 36 болесника. - Услови за смештај и лечење били су ван свих стандарда, који су постојали у том периоду. - Ситуацију је знатно погоршавало непостојање довољног броја лабораторија и немогућност коришћења лабораторијске дијагностике и справљања заштитиних вакцина, посебно када је реч о заразним болестима. - У недостатку средстава прибегло се многим импровизацијама, па и коришћењу „српског бурета“ уместо дезинфектора. - У овој епидемији умрло је преко 30.000 војника, међу којима је био и већи број лекара и другог медицинског особља. |
| Окружна болница               | - Окружна болница је радила у наменски зиданим објектима, отвореним 1910. године. - Капацитет болнице, пре почетка рата, био је 170 постеља. |
| Пастеров завод у Нишу         | - Пастеров завод који је отворен 1900. године и производио је вакцине против великих богиња и беснила. - У њему су, поред анималног одељења за производњу вакцине, радили бактериолошко и дезинфекционо одељење. |

Санитетско одељење при министарству војном поднело је 12/25. децембра 1914. године оп-иран извештај о стању рањеника у Србији. У то време на лечењу се налазило 30.167 рањених војника и старешина из тешких битака у лето и јесен 1914. године. Њих је збрињавало око 7.000 болничара. У самом Нишу број рањеника износио је преко 9.000.
Како је број рањеника и болесника у Нишу толика брзо нарастао на 9.000, да у овој и другим нишким болницама једва да је имало места да се смести по који рањениик или болесник:
Болеснике су смештали по троје у две састављене постеље уздуж, а попреко наређали би и по четворо, а кад би и то било препуњено спуштали су их на добро напуњене и препокривене и застрте сламњаче поређане дуж зидова по ходницима, да би их најзад, стављали на носила, изузета на брзину из магацина, и та носила увлачила између или испред постеља по претрпаним собама... а неки су се налазили и по приватним локалима и кућама.'
На позив Владе а пре свега у Ваљево, Крагујевац и Ниш дошао је велики број хуманитарних мисија из многих држава:Русије, Велике Британије, Француске, Америке... А како би се превазишао проблем смештаја болесника и рањеника, током 1914/1915. године у Нишу је формирано и даноноћно радило преко десет резервних болница, мисија и амбуланти.
Резервне болнице су биле смештане у касарнама, школама, баракама Црвеног крста, па чак и у Казнено-поправном дому у Нишу, који је био у изградњи.
Према Гласнику Црвеног крста Југославије за 1932. годину, од 59 болница у Србији за време Првог светског рата, у Нишу је било 9 са 8087 рањеника.
Особље за рад у резервним болница чинили су, поред српских војних и цивилних лекара, медицинара и болничара, чланови страних санитетских екипа, добровољци Црвеног крста и заробљеници, лекари и болничари.
| Назив болнице                             | Капацитет, намена, локација, година оснивања |  |
| ----------------------------------------- | --- |  |
| Прва резервна војна болница               | - Капацитет: у болници је могло да се смести 900 рањеника - Локација: Коњичка касарна, на Црвеном крсту. - Основана: 1914. године |  |
| Друга резервна војна болница              | - Локација: Инжењеријска касарна, у непосредној близини главне Нишке железничке станице. Управник је био Ристо Жерајић. |  |
| Руска „Московска“ хируршка болница        | - Капацитет: болница је могла да прими 200 рањеника. а на издвојеној локацији код железничке станице још 150 постеља. - Локација: Зграда Гимназије (данашња гимназија „Стеван Сремац“). - Основана: 1914. године - Напомена: На чело болнице постављен је старији и искусни хирург др Сироткин. Лекар у болници био је и један Србин др Арсеније Џуверовић, који је медицину завршио у Русији. Болница је располагала амбулантом, рентгенским и стоматолошким кабинетом. У групи која је радила у болници били су зубни лекар др Јелена Сабеовић, апотекар Ђорђе Блејевић, десет болничара, три рендген-техничара и друго особље. Све медицинске сестре у Московској болници биле су ученице Женске високе школе у Москви, коју је организовало Иверско друштво (Јекатерина Бадурлова, Маријана Горлаинова, Јелена Лебедухова, Софија Горбе, Татјана Невзорова, Марија Радиона, Олимпијада Лобанова, Александра Квјатковскаја, Татјана Толст, Љубов Горчом, Маргарита и Јелисавета Сундечић). |  |
| Руска инфективна болница                  | - Локација: Бараке Црвеног крста код главне Нишке железничке станице. - Капацитет: болница могла је да прими на лечење 150 инфективних болесника - Напомена: Ова болница била је издвојена из састава Московске смештене у згради гимназије. - Основана: 1914. године |  |
| Руска „Александријска” болница            | - Капацитет: ова руска болница за заражене имала је 500 кревета. - Основана: 1914. године - Напомена: Шеф болнице био је доц. др Н. Спаски. У болници је радило још седам лекара и 40 медицинских сестара. |  |
| Шеста резервна војна болница              | - Капацитет: болница је могла да прими до 200 рањеника - Локација: Зграда Основне школе на „Стамбол-капији“ (данашња Основна школа „Вожд Карађорђе“). - Основана: 1915. године |  |
| Резервна болница у Казнено-поправном дому | - Капацитет: болница је могла да прими 2.000 рањеника и болесника - Локација: болница се налазила у објектима у Казнено-поправног дома на прокупачком путу. - Основана: 1914. године |  |
| Дежурна медицинска станица                | - Капацитет: у свом саставу је имала руску апотеку и амбуланту - Локација: зграда школе код Саборне цркве - Основана: 1915. године - Напомена: станица је била намењена за здравствено збрињавање грађана Ниша и околине. |  |
| Тавријанска мисија                        | - Мисија је радила под руководством Александра Озолинга - У свом саставу имала је: главниог лекара Лудвига Степановича Кишома, две хируршке сестре и болничара. - Рад мисије финансирао је Тавријански комитет за помоћ балканским Словенима и Грцима, основан 1912. - Мисија је била снабдевана углавном средствима неопходним за хируршке интервенције. |  |
| Десета болница                            | - Налазила се у објектима Нишке Бање |  |
| Једанеста резервна болница                | - Била је истовремено и Дом сиротиње |  |

Како је читава организација здравствене заштите у Нишу била у рукама руских хуманитарних мисија, да би се њихов рад што успешније, организованије и функционалније одвијао, за шефа здравствене заштите у граду постављен је доцент др С. К. Софотеров, лекар са великим искуством.
Ниш је у организационом и функционалном смислу био подељен на четири рејона, а за сваки од тих рејона био је задужен по један лекар.
Поред здравственог збрињавања становника Ниша руски лекари су обилазили и 125 села, око Ниша у радијусу од 80 км. Са пет лекара, шест сестара и једним апотекаром они су извршили 4.485 прегледа, по кућама у граду, 3.015 по селима и обавили 460 дезинфекција.

## Напуштање Ниша октобра 1915. године
Уласком Бугарске у рат судбину Владе Србије привремено смештене у Нишу следиле су и санитетске установе. Уследила је мобилизација и убрзано повлачење српске војске, народа и њеног санитета ка југу.
Приликом евакуације из Ниша, са српском војском и реком избеглица кренули су у албанску голготу и чланови руских мисија све до обале Јадранског мора, одакле су савезничким бродовима евакуисани. У каснијем периоду рата они су се добрим делом укључили у рад новооснованиј руских санитетских установа на Солунском фронту.
Пре повлачења из Ниша Америчкој мисији предато је 1.300 најтежих  рањеника и болесника заједно са др Божидаром Замфтом и осталим медицинским особљем, да сачекају долазак бугарске војске. Тешке рањеници и болесници Друге резервне болнице остављени су са др Костом Костадиновићем да их преда Бугарима.
Након што је у Нишу остављено укупно 1.520 рањеника и болесника који су чекали улазак бугарских трупа,  у повлачење је кренуло целокупно особље сталних и привремених војних болнице са јединицом од 500 регрута моравске болничке чете, „... са више хране за људе и стоку него ли болничких ствари...“
У ограниченим условима за евакуацији у Нишу је непријатељу остала велика количина санитетског материјала, укључјући ту и 12 вагона тек приспеле опреме (одећа и специјалних шатора за зимске услове).
Српски Црвени крст, пре напуштања Ниша такође је ставио на расположење сав свој санитетски материјал за српске и бугарске рањенике у том моменту затечене (остављене на даље лечење) у Нишу. После повлачења из Ниша остао је Месни одбор Црвеног крста, чији је председник др Павле Јевтић већ био тешко болестан. Одбором је неко време руководио апотекар Пера Аранђеловић, а бугарску војску требало је да сачекају чиновник Михајило Глигоријевић и надзорник имања и магацина Црвеног крста Петар Јовановић.
Из извештаја бугарског Црвеног крста о заузећу Ниша 1915. остало је записано да је командант бугарске војске запленио сав садржај магацина српског Црвеног крста али га је касније, уступио бугарском Црвеном крсту, на захтев Српског Црвеног крста, након чега је наступила права пљачка
имовине српског Црвеног крста од стране бугарског Црвеног крста.
Током повлачења српске војске из Србије заједно са Моравском војном болницом Ниш повлачи се и Пастеров завод. Продором Бугарске војске у Ниш заплењена је зграда и целокупна опрема Пастеровог завода у Нишу, а Пастеров завод је радио за потребе Бугарске државе и под руководством бугарских лекара.